# Natalija Ivanova (atletinja)
Natalija Nikolajevna Ivanova (rusko Наталья Николаевна Иванова), ruska atletinja, * 25. junij 1981, Moskva, Sovjetska zveza.
Nastopila je na poletnih olimpijskih igrah leta 2004 ter osvojila naslov olimpijske podprvakinje v štafeti 4x400 m. Na evropskih prvenstvih je osvojila naslov prvakinje v isti disciplini leta 2006, na evropskih dvoranskih prvenstvih pa srebrno medaljo leta 2007.